# Željko Kućan
Željko Kućan (Zagreb, 24. svibnja 1934. – Zagreb, 5. siječnja 2023.) bio je hrvatski akademik i biokemičar.

## Životopis
Godine 1977. izabran je za člana-suradnika, a 1990. za izvanrednog člana Jugoslavenske akademije znanosti i umjetnosti. Od 1991. je redoviti član Hrvatske akademije znanosti i umjetnosti. Godine 1991. dobio je Republičku nagradu za znanstveni rad “Ruđer Bošković”. Nosilac je Reda Danice hrvatske i Nagrade za životno djelo (2004).